# Берег порятунку
Берег порятунку (рос. Берег спасения) — радянський фільм 1990 року, знятий режисером Арья—Жав Дашиєвим.

## Сюжет
Середина травня 1905 року. П'ятеро моряків з екіпажу російського крейсера «Світлана», який загинув в Цусімській битві, виявляються викинутими на корейське узбережжя. Тим часом, японські мисливці за скарбами розшукують стародавню гробницю правителя Кореї епохи Когурьо. Побачивши, як японські грабіжники ображають стару жінку, російські кидаються в бійку. Їм на допомогу приходить хоробра рибалка барах, хранителька стародавніх курганів. Японці підпалюють лісову хатину, де зупинялися подорожні, щоб звинуватити росіян у злочині проти корейського держави. Однак місцеві селяни самі атакують непроханих гостей, бачачи, що ті прагнуть відшукати священний храм в ущелині Тигра. Японський загін розбитий, але гине і юний матрос Добриш. Отримавши коней, російські моряки продовжують свій шлях на північ.

## У ролях
- Дмитро Матвєєв — лейтенант Дьяконов, старший штурман
- Борис Невзоров — Семен Нікулін, головний старшина
- Віктор Степанов — Батько Федір, корабельний поп
- Олександр Сластін — Іван Мякота, старший матрос
- Віталій Сєров — Олесь Добриш, молодий матрос
- Чи Сіль Хі — Бараме, рибалка
- Лі Ен Хо — Ю Чхун, селянин
- Чо Чже Ен — старійшина корейського присілку
- Чжу Сік Бон — Іам, буддійський монах
- Квак Мен Со — харатії, японський авантюрист
- Юн Чхан — Кадзія, грабіжник могил

## Знімальна група
- Режисери — Арья—Жав Дашиєв, Рю Хо Сон
- Сценаристи — Арья Дашиєв, Олексій Тимофєєв, Лі Чжін У
- Оператори — Олександр Гарибян, О Тхе Єн
- Композитори — Євген Птичкін, Ра Гук
- Художники — Сергій Бочаров, Пак Сан Су